# Белицина, Надежда Васильевна
Надежда Васильевна Белицина (1932-12.03.2015) — биолог, лауреат Ленинской премии 1976 года.
Окончила МГУ в 1954 году.
В 1954—1962 гг. — в Институте биофизики АН СССР.
С 1962 г. работала в Институте биохимии АН СССР, с 1971 г. старший научный сотрудник.
В 1965 году защитила кандидатскую диссертацию (руководитель А. С. Спирин):
- Информационные рибонуклеиновые кислоты в раннем эмбриогенезе : диссертация … кандидата биологических наук : 03.00.00. — Москва, 1964. — 128 с. : ил.

Лауреат Ленинской премии 1976 года — за цикл работ по открытию и изучению информосом — нового класса внутриклеточных частиц.
Начиная с 1990-х гг. написала ряд статей по истории храмов, монастырей и святых Владимирской епархии.
Сочинения:
- Translation of matrix-bound polyuridylic acid by escherichia coli ribosomes (solid-phase translation system) [Текст] / N.V. Belitsina a. A.S. Spirin. — Poustchino : [б. и.], 1978. — 29 с. : ил.; 22 см. — (Preprint / Inst. of protein research. Acad. of sciences of the USSR).
- Elongation factor G-promoted translocation and polypeptide elongation in ribosomes without GTP cleavage: the use of columns with matrix-bound polyuridylic acid [Текст] / N.V. Belitsina, M.A. Glukhova a. A.S. Spirin. — Poustchino : [б. и.], 1978. — 30 с.; 22 см. — (Preprint / Inst. of protein research. Acad. of sciences of the USSR).
- Тналина Г. Ж., Белицина Н. В., Спирин А. С. Безматричный синтез полипептидов из аминоацилтРНК на рибосомах Escherichia coli.—Докл. АН СССР, 1982. Т. 266, С. 741—745
- Белицина Н. В., Айтхожин М. А., Гаврилова Л. П., Спирин А. С. Информационные рибонуклеиновые кислоты дифференцирующихся животных клеток // Биохимия. — 1964. — Т. 29, № 2. — С. 363—374.
- Спирин А. С., Белицина Н. В., Айтхожин М. А. Информационные РНК в раннем эмбриогенезе // Журн. общей биол. — 1964. — Т. 25, № 5. — С. 321—338.

Муж — Юрий Сергеевич Ченцов — профессор, заведующий кафедрой цитологии Московского государственного университета.